# Louis J. Bohn and Gertrude Lee House
La Louis J. Bohn and Gertrude Lee House est une maison américaine à Phoenix, dans le comté de Maricopa, en Arizona. Construit en 1928-1929 dans le style Pueblo Revival, cet ancien corps de ferme est inscrit au Registre national des lieux historiques depuis le 24 janvier 2011.